# Zosterops mayottensis
Zosterops mayottensis là một loài chim trong họ Zosteropidae.